# تيم والاس (لاعب اتحاد الرغبي)
تيم والاس (بالإنجليزية: Tim Wallace)‏ هو لاعب اتحاد الرغبي أسترالي، ولد في 29 مارس 1969 في سيدني في أستراليا.

## وصلات خارجية
- تيم والاس عل موقع إسبنسكروم (الإنجليزية)
- تيم والاس على موقع ItsRugby.co.uk (الإنجليزية)